# 2211 Хануман
2211 Хануман (2211 Hanuman) — астероїд головного поясу, відкритий 26 листопада 1951 року.
Тіссеранів параметр щодо Юпітера — 3,123.